# Kwai Kwai
Kwai Kwai is een eiland in het district Sipaliwini in Suriname. Het ligt in de Boven-Surinamerivier tussen Pokigron en het Brokopondostuwmeer, ter hoogte van het Danta Bai Resort dat over te weg te bereiken is. Kwai Kwai is omringd door stroomversnellingen en andere eilanden.
Het eiland is ingericht voor toerisme. Er staan meerdere huisjes, een hangmatplaats en een sanitaire voorziening. Het heeft sinds 2018 een terras dat bestemd is voor toeristen en voor sociale en culturele bijeenkomsten van de gemeenschap. Tevens dient het als inzamelingspunt van flessen.